# Wilhelm H. König
Wilhelm Heinz König, auch als Wilhelm König geführt, (* 3. August 1906 in Essen, Deutsches Reich; † 13. August 1978 in West-Berlin) war ein deutscher Schauspieler bei Bühne und Film.

## Leben und Wirken
Der gebürtige Essener begann seine Bühnenlaufbahn in der zweiten Hälfte der 1920er Jahre als Willy Heinz König an den Städtischen Bühnen seiner Heimatstadt. In Berlin zu Beginn der 1930er Jahre angekommen, erhielt König kaum ein Festengagement (wie etwa 1941 am Komödienhaus), sondern musste sich zumeist mit Verpflichtungen an Tourneebühnen zufriedengeben.
Stattdessen war Wilhelm König eine häufig besetzte Charge im Film, wo man ihn mit den verschiedenartigsten Parts, oftmals mit militärischem Hintergrund, bedachte. Er verkörperte einen Schauspieler in … nur ein Komödiant, einen Studenten in Fridericus, einen Musiker in Tango Notturno, einen Grenadier in Urlaub auf Ehrenwort, einen Feldwebel in dem Propagandafilm Wunschkonzert, einen Funker in Über alles in der Welt und einen Maler in Wenn der junge Wein blüht. In Werner Hochbaums Soldatenfilm Drei Unteroffiziere spielte König einen der drei Titelfiguren. 1943 war Königs Filmkarriere beendet, und er wurde eingezogen.
Nach dem Krieg trat Wilhelm König nicht mehr wieder vor die Kamera und fand zunächst lediglich Beschäftigung an winzigen, obskuren Theaterspielstätten wie dem Veranstaltungsring für West-Berlin. Im Laufe der 1950er Jahre holte ihn Boleslaw Barlog an das Schillertheater, dem Wilhelm Heinz König bis zuletzt die Treue hielt.

## Filmografie
- 1934: Die Reiter von Deutsch-Ostafrika
- 1934: Lockspitzel Asew
- 1935: Ein Teufelskerl (Leutnant Bobby, der Teufelskerl)
- 1935: Ein idealer Gatte
- 1935: … nur ein Komödiant
- 1936: Die unmögliche Frau
- 1936: Port Arthur
- 1936: Fridericus
- 1937: Die Korallenprinzessin
- 1937: Tango Notturno
- 1937: Urlaub auf Ehrenwort
- 1938: Rätsel um Beate
- 1938: Schatten über St. Pauli
- 1938: Frauen für Golden Hill
- 1938: War es der im 3. Stock ?
- 1939: Drei Unteroffiziere
- 1939: Wasser für Canitoga
- 1939: Salonwagen E 417
- 1939: Zwielicht
- 1940: Die 3 Codonas
- 1940: Wunschkonzert
- 1940: Blutsbrüderschaft
- 1940: Über alles in der Welt
- 1941: Jungens
- 1941: Anschlag auf Baku
- 1942: Das große Spiel
- 1942: 5000 Mark Belohnung
- 1942: Wenn der junge Wein blüht
- 1943: Das schwarze Schaf

## Hörspiele
- 1952: Gerhart Hauptmann: Die Weber – Regie: Ulrich Lauterbach
- 1953: Stefan Barcava: Die Gefangenen – Bearbeitung und Regie: Rudolf Noelte
- 1954: Walter Jens: Abendschatten – Regie: Peter Thomas
- 1954: Wolfgang Monecke: Mose, der Ägypter – Regie: Peter Thomas
- 1954: Andreas Fuchs: Die blaue Tasche – Regie: Peter Thomas
- 1954: Lutz Neuhaus, Walter Jensen: Nach Jahr und Tag – Regie: Peter Thomas
- 1955: Karl-Heinz Gies: Die Karriere des Gotthold Kimm – Regie: Peter Thomas
- 1962: Gotthold Ephraim Lessing: Nathan der Weise – Regie: Boleslaw Barlog